# Université allemande du Caire
L'université allemande du Caire (en arabe : الجامعة الألمانية بالقاهرة ; en anglais : German University in Cairo) est une université publique située au Caire, en Égypte.

## Historique
L'université est fondée en 2002,.

## Classement
Elle est classée par le U.S. News & World Report au 56e rang du classement régional 2016 des universités arabes.